# 吴周氏
吴周氏（1868年—1908年3月11日），又称安吴寡妇，陕西省泾阳县安吴堡吴聘之妻，晚清时期女富豪。
有说吴周氏闺名周莹，来源不详。或传说她为三原县鲁桥镇孟店村人。《重修泾阳县志》所记，周氏少孤，依于兄嫂。年十六，以兄命归于吴氏。婚后十日，丈夫吴聘病重而亡。无子，以吴念昔为嗣子。
泾阳文庙在同治元年（1862年），因同治陕甘回变毁坏。光绪十一年（1885年），周氏独力出资维修，三年竣工，费金四万余，事闻。清朝政府给予周氏二品夫人的诰命。味经书局筹办刊书，周氏拨光绪丁丑（1877年）藩库所存账款项下银五千金。庚子事变（1900年），慈禧太后和光绪帝西逃陕西。时值大荒，周氏命子吴念昔赴行在，捐十万金助赈。奉旨赏给周氏一品夫人的诰命，嗣子吴念昔亦由郎中赏道员并戴花翎，秩二品。民间多有慈禧太后认吴周氏为“干女儿”的传说，然而沒有文献证实两人曾有过会面。

## 影视作品
- 電視劇

| 年份 | 劇名           | 演員 | 剧中姓名 | 劇中稱謂 |
| 2017 | 那年花開月正圓 | 孫儷 | 周瑩     |          |